# John Scurti
John Scurti (Northport (New York)) is een Amerikaans acteur en scenarioschrijver.

## Biografie
Scurti werd geboren in Northport (New York), een plaats in de county Suffolk County van de staat New York. Scurti heeft gestudeerd aan de Universiteit van Fordham in New York en haalde daar zijn Bachelor of arts in kleinkunst.

## Filmografie

### Films
Uitgezonderd korte films.
- 2019: The Irishman - als Bertram B. Beveridge
- 2019: Bad Education - als Joseph Scalvo
- 2018: Erase - als Finley Quinn
- 2017: Off the Rails - als Mayo
- 2016: As You Are - als detective Erickson
- 2013: Möblus – als Honey
- 2012: The Amazing Spider-Man – als portier
- 2011: Olive – als Horace Powell
- 2011: Dirty Movie – als sheriff
- 2005: War of the Worlds – als kapitein van veerpont
- 2003: Mona Lisa Smile – als Stan Sher
- 2003: Crooked Lines – als pizzaman
- 1996: Beautiful Girls – als ticketverkoper
- 1994: Hand Gun – als beveiliger
- 1994: The Ref – als luitenant Steve Milford
- 1993: Who's the Man? – als Boothby

### Televisieseries
Uitgezonderd eenmalige gastrollen.
- 2018 - 2023 The Marvelous Mrs. Maisel - als Nicky - 9 afl.
- 2018 The Good Cop - als Wendell Kirk - 5 afl.
- 2016 - 2018 Luke Cage - als dr. Gabe Krasner - 2 afl.
- 2014 - 2015 Sirens - als Jerry - 2 afl.
- 2012 NYC 22 – als detective Jack Rizzi – 2 afl.
- 2004 – 2011 Rescue Me – als Kenneth Shea – 93 afl.
- 2000 The $treet – als Robert Blagman – 2 afl.
- 1996 – 1997 Spin City – als verslaggever – 4 afl.

### Scenarioschrijver
- 2008 Rescue Me Minisodes - televisieserie - 1 afl.
- 2004 – 2007 Rescue Me – televisieserie – 4 afl.
- 2003 Fashion Rocks for the Prince's Trust - televisiespecial